# Waterkrachtcentrale Spandarjan
De Waterkrachtcentrale Spandarjan (Armeens: Սպանդարյան հիդրոէլեկտրակայանը, Spandarjan hidroelektrakajani) is een van de grootste waterkrachtcentrales in Armenië en ligt in de provincie Sjoenik. De centrale heeft een elektrische capaciteit van 76 megawatt. De centrale ligt bij de plaats Spandarjan en ligt aan de rivier de Vorotan.
De centrale is een van de drie waterkrachtcentrales aan de rivier de Vorotan, net als de Waterkrachtcentrale Tatev en Waterkrachtcentrale Sjamb.